# Pedro IV da Bulgária
Teodoro (Todor) foi o imperador da Bulgária entre 1185 e 1197 adotando o nome de Pedro IV (em búlgaro: Петър IV; romaniz.: Petăr IV). Junto com seu irmão, João Asen, foi o responsável pela restauração do Império Búlgaro depois de quase 170 anos de domínio bizantino. A troca de nomes era uma tentativa de legitimar seu governo ligando seu nome ao do santo imperador Pedro I, algo que já havia sido tentado pelos dois governantes rebeldes durante o período da conquista já haviam tentado (em 1040 por Pedro II e novamente em 1072 por Pedro III). O também nome aparece engrandecido como Slavopetăr ("glorioso Pedro") e Kalopetăr ("bom Pedro") em algumas fontes.

## Líder revolucionário
Em 1185, Teodoro e seu irmão mais novo, João Asen (Ivan Asen), se apresentaram ao imperador bizantino Isaac II Ângelo em Cípsela para requisitar uma pronoia, mas o pedido dos dois foi negado e João Asen ainda recebeu um tapa no rosto durante a discussão. Insultados, os irmãos voltaram para a Mésia e, aproveitando-se do descontentamento geral por causa dos altos impostos cobrados pelo imperador bizantino para financiar suas guerras contra Guilherme II da Sicília e para celebrar seu casamento com Margarida da Hungria, iniciaram uma revolta contra o governo bizantino.
Eles não conseguiram de imediato capturar Preslav, a capital histórica da Bulgária, e, por isso, os revoltosos fundaram uma nova em Tarnovo, o provável centro da revolta. Em 1186, os rebeldes sofreram uma derrota, mas Isaac não soube se aproveitar dela e voltou para Constantinopla. Com a ajuda da população majoritariamente cumana da região ao norte do Danúbio, Pedro IV e João Asen recuperaram suas posições e atacaram a Trácia bizantina. Quando Isaac II invadiu novamente a Mésia em 1187, ele não conseguiu capturar nem Tarnovo e nem Lovech e acabou sendo obrigado a assinar um tratado reconhecendo efetivamente o Segundo Império Búlgaro.

## Imperador da Bulgária
Durante a Terceira Cruzada, conforme as relações entre Isaac II Ângelo e Frederico I se deterioraram, Pedro IV e João Asen ofereceram ajuda aos germânicos em Nísibis (1189). No ano seguinte, Isaac conseguiu avançar sobre Tarnovo novamente e a cercou, mas foi forçado a se retirar por causa do avanço de reforços cumanos vindos do norte. Durante o recuo, o imperador bizantino foi emboscado por João Asen, que havia tomado os passos de montanha balcânicos, e o imperador bizantino escapou por pouco da Batalha de Tryavna, deixando para trás a maior parte do seu exército e do seu tesouro.
Pedro IV aparentemente já havia corado o irmão coimperador em 1189 e a vitória sobre os bizantinos deu-lhe proeminência. Deixando João encarregado de Tarnovo e das campanhas contra os bizantinos, Pedro se retirou para Preslava, mas não abdicou ao trono. Depois do assassinato do irmão em 1196, ele retornou para Tarnovo, cercou Ibanco, o assassino, e forçou-o a buscar refúgio no Império Bizantino. Por volta de um ano depois, em 1197, Pedro também foi assassinado e foi sucedido por seu irmão mais novo, também chamado João (Ivan), que era chamado de Joanitzes ("João, o Bom") ou Ivanica/Ioanica, que, aparentemente, já havia sido proclamado coimperador em 1196.

## Origem disputada

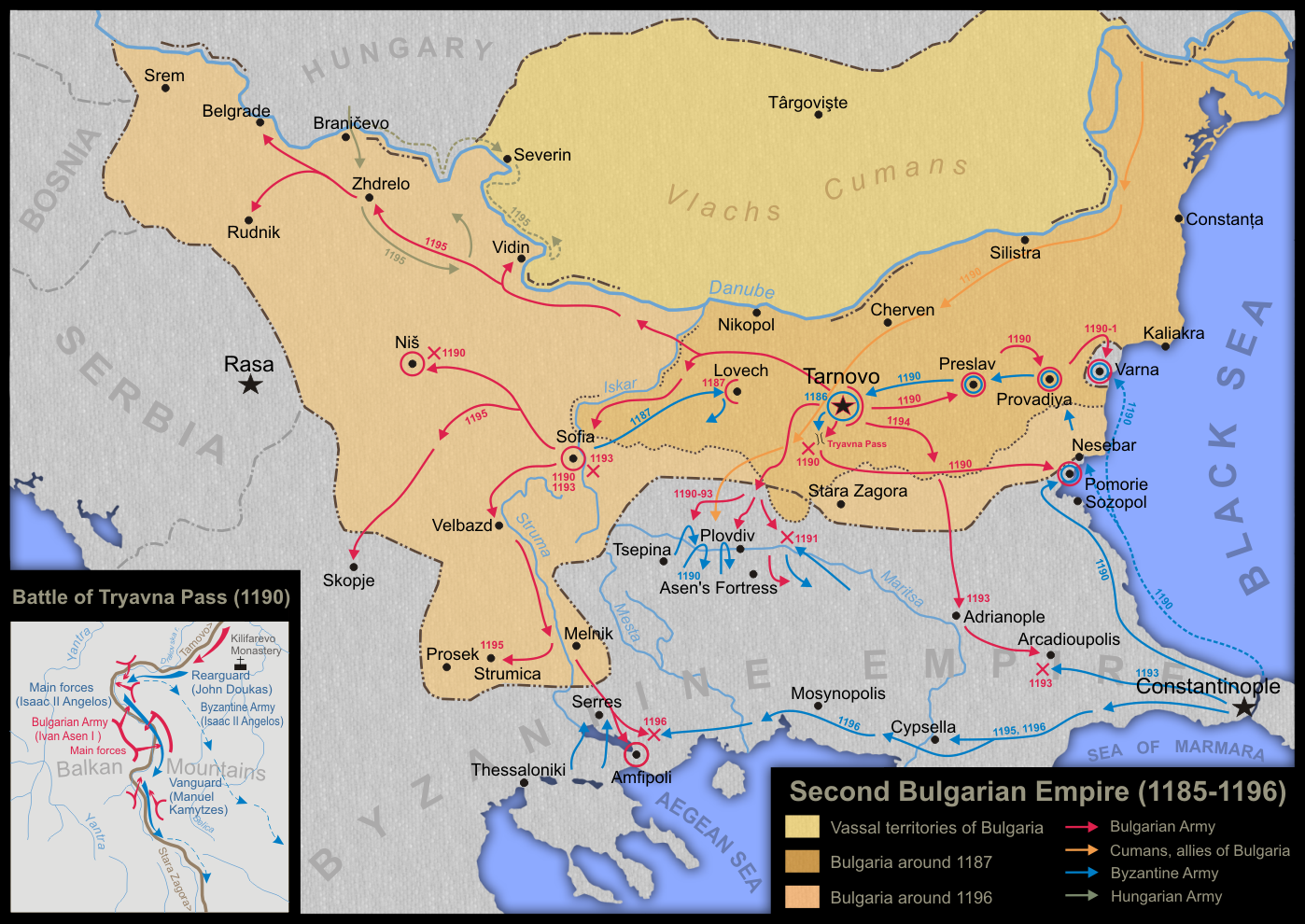
Segundo Império Búlgaro de 1185 a 1196 durante o reinado de Pedro IV e João Asen I.

Enquanto Pedro IV permanece sendo uma figura enigmática e pouco conhecida, a natureza étnica da revolta que ele liderou com seus irmãos tem sido tema de um acalorado debate marcado por forte nacionalismo. Historiadores búlgaros insistem na origem búlgara da revolta e de seus líderes enquanto que os romenos insistem que eles seriam proto-romenos valáquios.
A principal fonte para a restauração do Segundo Império Búlgaro é o historiador bizantino Nicetas Coniates, que se refere ao povo de Pedro e João Asen como "os bárbaros que viviam perto do Monte Hemo, chamados antes de misos (mysoi), e agora chamados de blaquos (blachoi)". O termo misos é derivado do nome da província romana da Mésia (Moesia) que corresponde ao território entre a cordilheira dos Balcãs (Haimos) e o baixo Danúbio.
O termo tem sido utilizado para designar os búlgaros pelos historiadores búlgaros de "viés clássico" desde Leão, o Diácono, na segunda metade do século X[a]. Aumentando a confusão, em outros pontos da história de Coniates, os súditos de Pedro IV e João Asen I são chamados de "mésios", "valáquios" ou das duas formas juntas, "o povo [génos] dos búlgaros e valáquios". O cronista germânico contemporâneo de Coniates, Ansberto, menciona "o valáquio Calópetro e seu irmão Assânio" (33) e chama Pedro de "blacorum et maxime partis Bulgarorum in hortis Tracie dominus" ("governante dos valáquios e de grande parte dos búlgaros nos campos da Trácia" (58).
O eminente historiador búlgaro Vasil Zlatarski lembrou que, sob o jugo bizantino, a Bulgária propriamente dita estava dividida entre o Tema da Bulgária no ocidente e um outro tema chamado Parístrio (Paradounabion/Paristrion) - posteriormente Mésia - no oriente. Como Coniates afirma explicitamente que "os mésios...são agora chamados valáquios", Zlatarsky conclui que a conjunção dos termos "búlgaros" e "valáquios" encontrados em algumas fontes indicam que a extensão do controle dos irmãos Asen se estendia sobre as populações dos dois temas, da Bulgária e da Mésia. 
Enquanto é certo que a área entre o Danúbio e os Cárpatos, de população majoritariamente cumana, ficou sob a suserania búlgara depois da restauração do império, a Valáquia propriamente dita ainda não existia (ela seria fundada apenas no século XIII). Isto significa que o termo "valáquio" nos títulos de "rei/imperador dos búlgaros e valáquios" ou "rei/imperador da Bulgária e da Valáquia" encontrado nas correspondências entre os sucessores de Pedro IV, João I, e o papa Inocêncio III é provavelmente ainda uma referência aos temas bizantinos. Deve-se também notar que estes títulos jamais aparecem em fontes búlgaras e são encontrados apenas nestas correspondências, estrangeiras e escritas em latim. O título búlgaro é "imperador e autocrata dos búlgaros", posteriormente expandido para incluir "todos os búlgaros e gregos [bizantinos]". 
A origem étnica de Pedro IV, João Asen I e João I tem sido sujeita à mesma controvérsia nacionalista. Nas mesmas correspondências com Inocêncio, João I seguiu a sugestão elogiosa do papa e chamou os antigos imperadores búlgaros Simeão I, Pedro I e Samuel de seus "ancestrais". Esta descendência muito provavelmente não passa de uma ficção legitimadora. A origem "valáquia" dos irmãos atestada nas fontes pode simplesmente confirmar o que já se sabe, que eles viviam na Mésia. Nada nas evidências nos permite identificá-los como especificamente búlgaros ou valáquios. Porém, o nome não-cristão de João Asen I (Ivan Asen) e seu epíteto Belgun parece indicar uma origem turca, provavelmente cumana. A teoria é possível por que um grande número de cumanos havia se assentado na Mésia no século XII e continuaram a chegar no XIII. Se for correta, a controvérsia nacionalista se torna obsoleta, uma vez que os cumanos são um povo extinto e que foi incorporado tanto por búlgaros quanto romenos.